# Munawar Ali Khan
Munawar Ali Khan (Hindi मुनव्वर अली खान; * 15. August 1930 in Lahore/Britisch-Indien; † 13. Oktober 1989 in Kalkutta) war ein indischer klassischer Sänger.

## Leben
Der Sohn des Sängers Bade Ghulam Ali Khan wurde von seinem Vater und von seinem Onkel Barkat Ali Khan unterrichtet. Nach dem Tod seines Vaters wurde er zum führenden Vertreter der hindustanischen Kasur Patiala Gharana. Er schuf mehrere neue Khayals, Thumris und Ghazals und einen neuen Malini Basant genannten Raga.
Khan war Sänger bei All India Radio und nahm mehrere Alben in Indien und im Ausland auf. In dem bengalischen Film Jaijawanti (1971) war er Gesangspartner von Sandhya Mukherjee. Als Lehrer wirkte er am Shriram Bharatiya Kala Kendra in Neu-Selhi. Unter anderem waren sein Sohn Raza Ali Khan, seine Neffen Mazhar Ali Khan, Jawaad Ali Khan und Naqi Ali Khan sowie Ajoy Chakrabarty, Primila Puri, Sanjukta Ghosh, Sangeeta Bandyopadhyay, Sajjad Ali, Adnan Salem und Kumar Mukherjee seine Schüler.